# Melanorivulus illuminatus
Melanorivulus illuminatus, es un pez actinopeterigio de agua dulce, de la familia de los rivulines.

## Morfología
Con una longitud máxima descrita de 2,9 cm para los machos y 3,3 cm en las hembras, no presenta espinas en ninguna aleta. Difiere de todas las otras especies del género Melanorivulus por la posesión de seis radios de aleta pelviana, además de la combinación única de los siguientes caracteres: flanco entero con filas longitudinales de puntos rojos, cabeza con pigmentación negra reducida, presencia de una marca blanca longitudinalmente alargada por encima de la mancha caudal en las hembras, manchas alargadas verticalmente en la aleta caudal, formando a menudo barras, aletas dorsal y anal en machos redondeadas, y la punta de la aleta pélvica que se extiende entre la base de los radios del primer y tercer radio anal en los machos.

## Distribución y hábitat
Se distribuye por ríos de América del Sur, en un pantano perteneciente al drenaje del río de los Bois, en la cuenca del río Paraná en Brasil. De comportamiento bentopelágico, se le encuentra en charcas interconectadas, de unos 30 cm de profundidad, con agua clara.